# Conduppelbach
Der Conduppelbach ist ein rechter Nebenfluss des Pöhlbachs in Sachsen und Tschechien.

## Verlauf

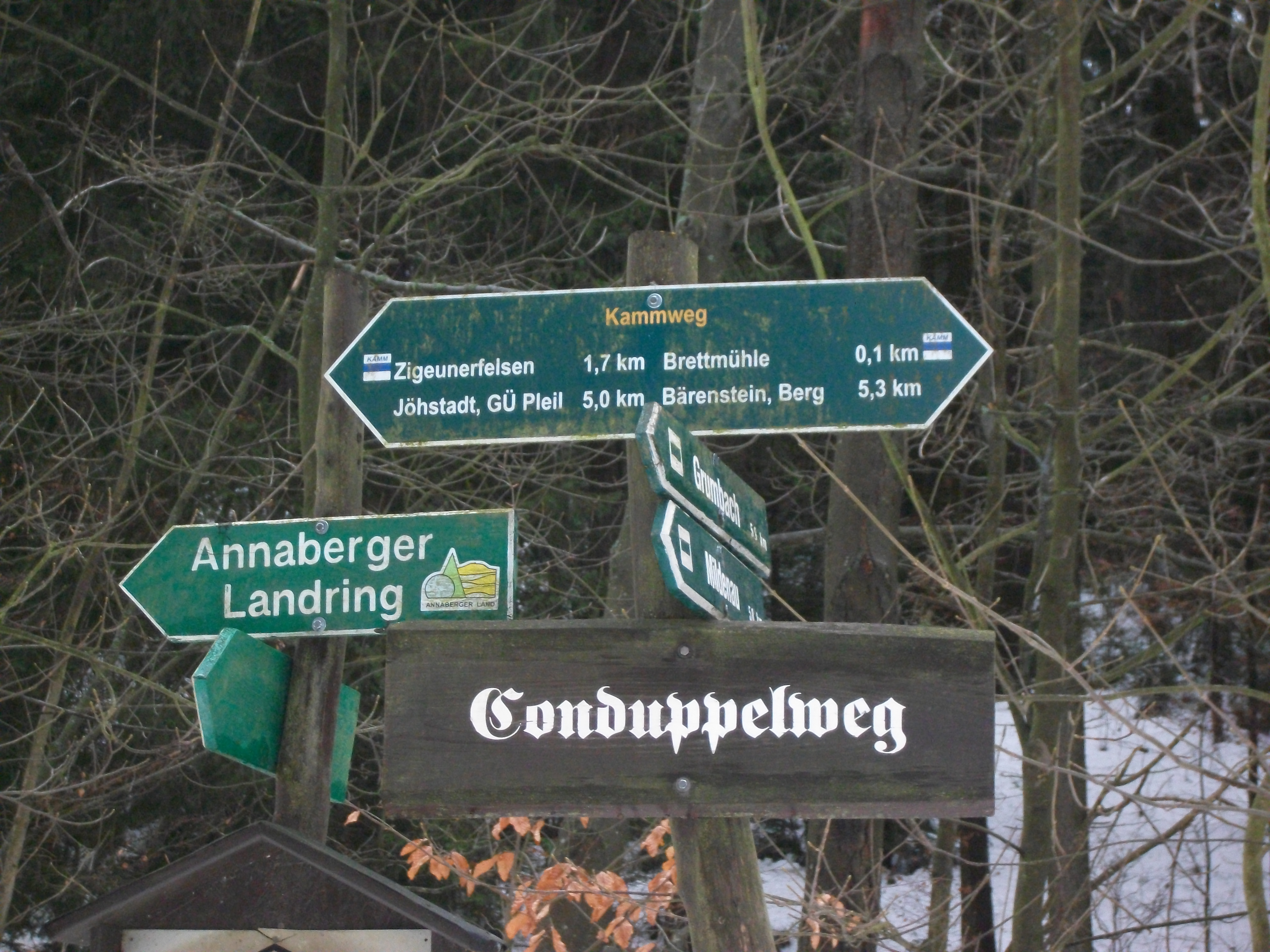
Der Conduppelweg in Brettmühle

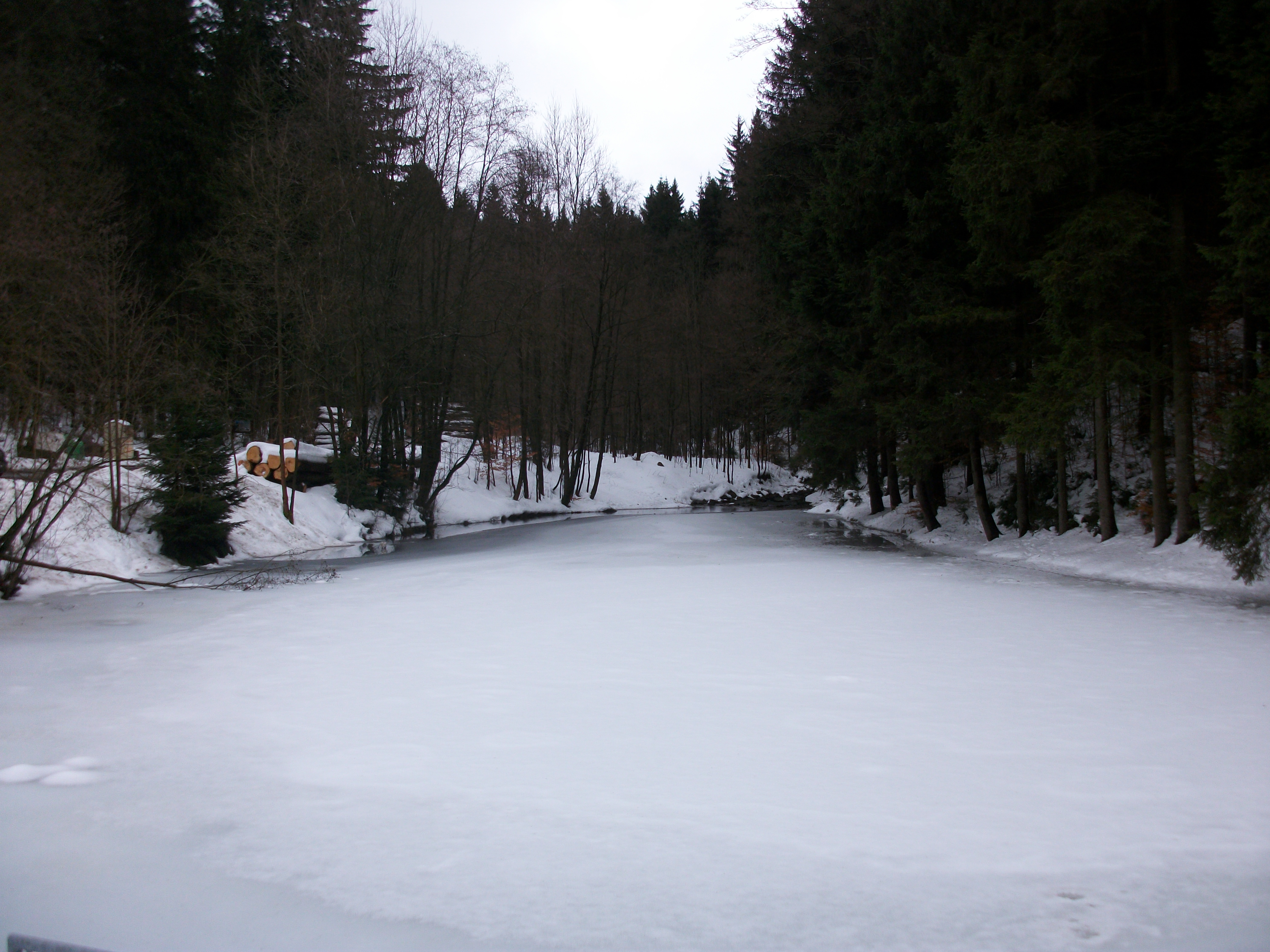
Angestauter Conduppelbach in Brettmühle

Der Conduppelbach entspringt auf dem Kamm des Mittleren Erzgebirges nördlich der Straße zwischen Vejprty (Weipert) und dem zu Kryštofovy Hamry (Christophhammer) gehörigen Ortsteil Černý Potok (Pleil-Sorgenthal). In der gesamten Länge von fünf Kilometern fließt er direkt nach Norden. Beim einstigen Gasthof „Weißer Hirsch“, heute unter dem Namen „Berghof“ bekannt, erreicht der Bach die tschechisch-deutsche Staatsgrenze. Hier unterquert er die Straße von Kühberg nach Jöhstadt auf halbem Weg.
Der Unterlauf des Conduppelbachs führt durch ein bewaldetes Tal mit einigen Rastplätzen und Kletterfelsen. Der bekannteste Felsen trägt den Namen „Zigeunerfelsen“. Er ist mit 737 m der höchste Punkt der Gemeinde Königswalde. Kurz vor der Mündung am südlichen Ortsrand der zu Königswalde gehörigen Siedlung Brettmühle wird der Conduppelbach zu einem Teich angestaut. Anschließend unterquert er die „Bärensteiner Straße“ und mündet einige Meter darauf in den Pöhlbach.

## Name
Der Name des Conduppelbachs geht auf das altsorbische Wort „Konotopla“ zurück, was „Pferdetränke“ oder „Pferdeschwemme“ bedeutet. Überlieferte Schreibweisen sind Kuntoppel (1557), Contoppel (1591), Contoppelbach (1600).

## Tourismus
Der deutsche Teil des Conduppelbachtals vom Berghof über den Zigeunerfelsen bis zur Mündung in Brettmühle ist durch einen Wanderweg gut erschlossen. Neben der Etappe 7 des Kammwegs Erzgebirge-Vogtland von Satzung nach Bärenstein verläuft der Annaberger Landring (Südwestteil des Südrings) durch das Tal.